# Триэтилгаллий
Триэтилгаллий — элементоорганическое вещество, алкилпроизводное галлия с формулой Ga(C2H5)3, бесцветная жидкость, самовоспламеняется на воздухе.

## Получение
- Взаимодействие галлия с диэтилртутью:

{\displaystyle {\mathsf {2Ga+3Hg(C_{2}H_{5})_{2}\ {\xrightarrow {}}\ 2Ga(C_{2}H_{5})_{3}+3Hg}}}

## Физические свойства
Триэтилгаллий — бесцветная жидкость, которая самовоспламеняется на воздухе. Поэтому работать с ним можно только в инертной атмосфере (азот или аргон).
Образует аддукты с аммиаком и этиловым эфиром: Ga(C2H5)3·NH3 и Ga(C2H5)3·(C2H5)O.

## Химические свойства
- Энергично реагирует с водой:

{\displaystyle {\mathsf {Ga(C_{2}H_{5})_{3}+H_{2}O\ {\xrightarrow {}}\ Ga(C_{2}H_{5})_{2}OH+C_{2}H_{6}\uparrow }}}